# バルト・ドイツ人
バルト・ドイツ人（バルト・ドイツじん、独：Deutsch-Balten）は、主にバルト海東岸、現在のエストニアとラトビアに居住していた民族。数世紀の間、彼らはその地域で社会、商業、政治、文化のエリートを組織した。エストニアやラトビアとともにバルト三国の一国とされるリトアニアは、他の2国とは歴史が異なるが、幾つかの都市に少数のバルト・ドイツ人商人の居住地があった。ロシア帝国、特にサンクトペテルブルクでは何名か軍隊や市民生活で高い地位にも就いた。

## 民族の構成
700年のバルト・ドイツ人の歴史の中で、バルト・ドイツ人家族はドイツ民族のルーツのみだけではなく、エストニア人やラトビア人、リーブ人（フィン・ウゴル系）、そしてデンマーク人、スウェーデン人、アイルランド人、イギリス人、スコットランド人、ポーランド人、オランダ人、ハンガリー人などの非ドイツ民族の人々と混血もしている。
ドイツ騎士団が政権を持ち、都市ではドイツ騎士団（および後にドイツ騎士団や各公国に対する宗主権を獲得したポーランド王国やリトアニア大公国）の裁可によって主にドイツ式の都市法が適用され、ドイツ語やドイツの文化・習慣を保った。異なる民族間の結婚では、他の民族もドイツの文化に同化していった（ドイツ化現象）。彼らはドイツ人の言葉と習慣を身につけ、しばし名前や姓をドイツ化した。
ロシア帝国の国勢調査によると、エストニアには1881年の時点で約46,700人（人口の5.3%)のドイツ人が居住し、ラトビアには1897年の時点で120,191人（人口の6.2%）のドイツ人が居住していた。

## 領域と市民権
バルト・ドイツ人の定住パターン、領域とされていたバルト地域は以下の通りである。
- エストラント(Estland)
現エストニアの北半分。主な都市はレヴァル（現タリン）、ナルヴァ、ヴェーセンベルク（現ラクヴェレ）、ヴァイセンシュタイン（現パイデ）、ハプサル（現ハープサル）。
- リーフラント (Livland)
現エストニアの南半分とヴィドゼメの北東部地方、リヴォニア。主な都市はリガ、ヴェンデン（現ツェーシス）、ヴォルマル（現ヴァルミエラ）、ヴァルク（現ヴァルガおよびヴァルカ）、ドルパト（現タルトゥ）、ペルナウ（現パルヌ）、フェリン（現ヴィリャンディ）
- クールラント (Kurland)
現ラトビア（クールラントとゼムガレ）の西半分。主な都市は、ミタウ（現イェルガヴァ）、ヴィンダウ（現ヴェンツピルス）、リバウ（現リエパーヤ）

東プロイセンのドイツ民族は文化、言語などの類似性からバルト・ドイツ人と分類されることもある。しかし1871年以降、東プロイセンは新しく成立したドイツ帝国の一部となり、ドイツ国籍となっていたため、バルト・ドイツ人に含まれない。一方、バルト・ドイツ人は1918年まではロシア帝国国籍で、1918年から1939年まではエストニアとラトビアの国籍を保持した。

## 歴史

### 中世

1260年のテッラ・マリアナ

中世までにドイツ人の居住地は、エルベ川西岸まで広がっていた。12世紀には、貿易商人と宣教師たちがバルト・フィン諸語やバルト語派を話す支族の住む海岸地域を訪れた。制度的な定住は、12世紀と13世紀に北方十字軍が始まった期間であった。13世紀頃から騎士修道会であるドイツ騎士団やリヴォニア帯剣騎士団によるキリスト教化の進展に従い、ドイツ人は東方植民を始め、ベルリンのあるシュプレー川流域からプルーセン人諸部族、スラヴ人諸部族、フィン・ウゴル語族諸部族の居住するヴィスワ川、ネマン川流域へ移住した。結果、ドイツ人はバルト地方にリガ、レヴァル、プロイセン地方にダンツィヒ、ケーニヒスベルクなどの港湾都市を建設した。これらの町はハンザ同盟に加盟したが、ドイツ騎士団の介入によって自治を確立することができなかった。東バルト沿岸地域の騎士は200年の間、神聖ローマ帝国からのサポートがあった。

### ポーランド・リトアニアの時代
現ポーランド北東部では反ドイツ騎士団の感情が起こったため、騎士団と何世紀もの間抗争を繰り返した。14世紀後半に入ると、騎士団の専権的な支配は在地勢力や都市、地方領主などの反感を買うようになり、僧侶と1440年にプロイセン連合を組織、ポーランド・リトアニア連合とプロイセン連合はドイツ騎士団と戦い、15世紀にはドイツ騎士団の勢力はこの戦争で弱まった。1466年に締結された講和条約（第二次トルニの和約）によってポーランド王国は西プロイセンを獲得（王領プロイセン）、ドイツ騎士団を東プロイセンへと追いやりドイツ騎士団国を支配した。プロイセン連合に加盟する全ての都市と領土は、ポーランド王を宗主とした自治権を獲得した。リヴォニア（リヴォニア公国）はドイツ騎士団に従属し、クールラント（クールラント・ゼムガレン公国）はリヴォニアに従属した。リヴォニア議会は1561年、ポーランド王兼リトアニア大公ジグムント2世アウグストの庇護を求め、以後リヴォニアとクールラントはポーランド・リトアニア共和国に直接従属、自治を得た。1525年、ドイツ騎士団国はホーエンツォレルン家の公を君主とするプロイセン公国へと転換し、135年後の1660年、フリードリヒ・ヴィルヘルム大選帝侯はプロイセン公国をポーランド・リトアニア王国から独立させた。
1558年、モスクワ国家（モスクワ大公国、ロシア・ツァーリ国）のリヴォニア侵略はモスクワ国家、ポーランド・リトアニア連合、スウェーデン王国、デンマークの間で20年続いたリヴォニア戦争から始まった。リヴォニアは1621年のスウェーデン・ポーランド戦争によって1629年に分割された。北部リヴォニアを征服したスウェーデンは、エストニアと同じくリヴォニアの自治権を維持させている。南部のラトガレはポーランド領リヴォニア（インフランティ公国）として残留した。北部リヴォニアは1660年にスウェーデン領リヴォニアとして正式にポーランドから離脱後、すでに北部リヴォニアは1629年から1721年の大北方戦争終結による全ロシア領化までスウェーデンの時代に入っていた。また、バルト・ドイツ人の現地支配は、いずれの勢力に属していても維持していたが、ラトガレ地域のみはポーランドの直接統治下となり、他のバルト・ドイツ人の居住地域とは異なった道を歩んだ。デンマークは、サーレマー島を獲得し、スウェーデンはエストニアを獲得した。

### 宗教改革
バルト地方は、宗教改革の間にプロテスタントに改宗し、貴族騎士により分割された。クールラントはドイツ語圏の国として200年以上存在し、リーフラントは再び分割された。スウェーデン王国はエストニアを1561年から1710年の間、そしてリーフラントを1621年から1710年の間管理した。

### その他の地域
タリンやリガをはじめとしたスウェーデン王国支配地では、17世紀を通じてスウェーデン絶対主義に支えられ、教育の推進、農民の解放、衰退期のハンザ同盟に替わるバルト海貿易による商業活動によって、バルト地方の繁栄の時代をもたらした。その主役はバルト・ドイツ人であった。特にリガはスウェーデン第2の都市とまで呼ばれ、その公用語はバルト・ドイツ語であった。この時代は、現地人に「幸福なスウェーデン時代」と呼称され、リガ、タリン、ナルヴァなどの都市が発展して行った。18世紀の大北方戦争の後にロシア帝国に組み込まれた都市でも、バルト・ドイツ人による自治は保たれた。新たな支配者ロシア帝国もまた、バルト・ドイツ人を重用した。そしてこの時代の啓蒙運動によって、エストニア人やラトビア人が民族として自認しはじめた。

### ロシアの支配 (1710年–1917年)

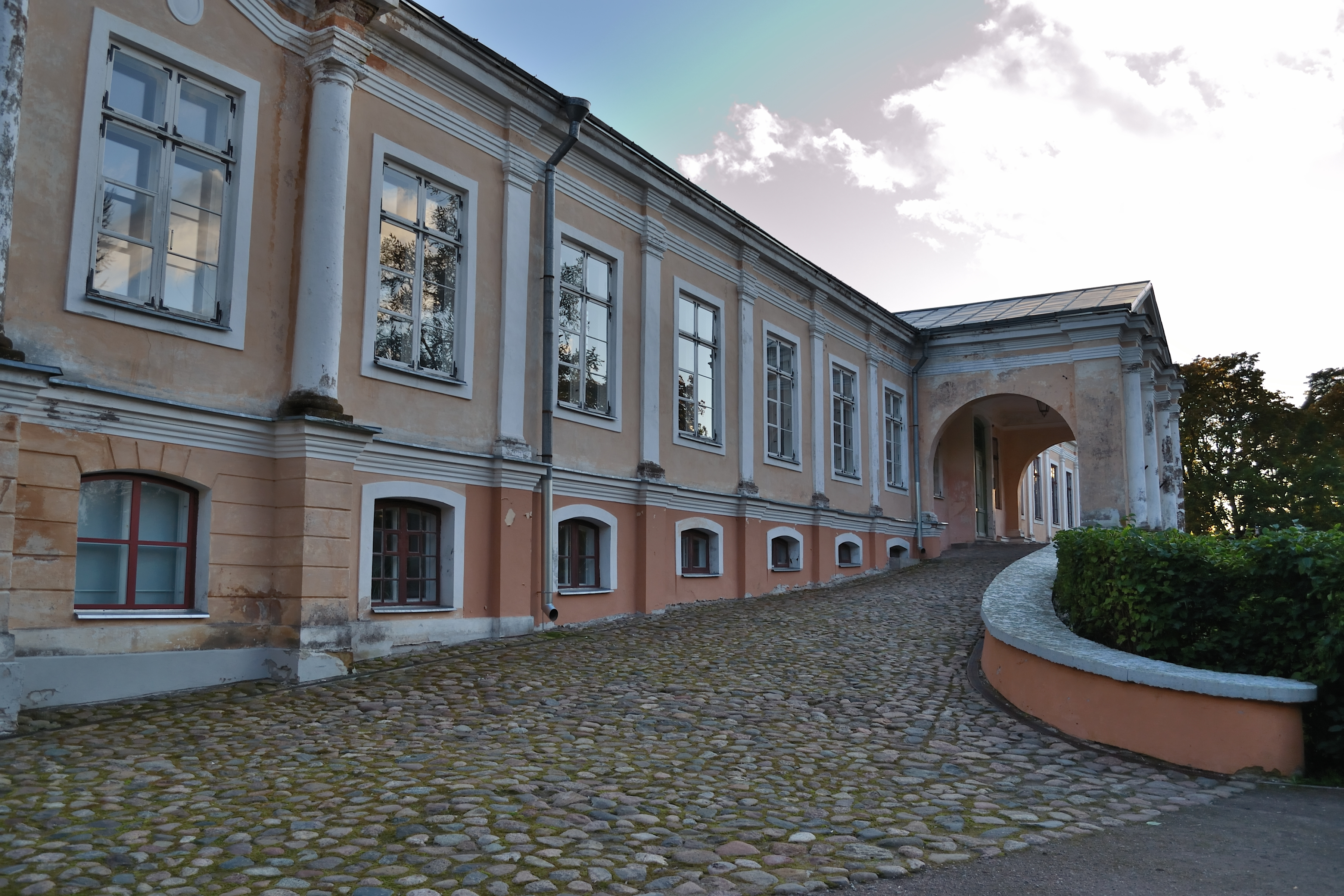
エストニアのヴァーナに残る、バルト・ドイツ人貴族の邸宅跡

1710年から1795年の間、ロシアの大北方戦争とポーランド分割の成功により、バルト・ドイツ人の居住地区はロシア帝国のバルト行政区域となった。しかし、バルト地域は地元のドイツ語を話す貴族（元騎士の子孫を含む）、そして西のドイツ公国からの近年の移民により自治は維持されていた。
1803年にナポレオン戦争が勃発して、1807年にプロイセン王国の支配は終了し、1814年にプロイセン王国がナポレオンに勝利した。このナポレオン戦争はドイツ人のアイデンティティーを確立することになったとされるようである。戦時中、ドイツ民族意識の高揚とともに「ドイツ語響く所ドイツであれ」と謳われ、後にはドイツの国歌の中でメーメル川までドイツと歌われるようになった（ゲルマニズム）。しかしこの時代のバルト・ドイツ人の間では、ドイツ民族意識とともに、王侯貴族と中産階級の階級対立も同時に存在した。民主化を求めて王侯貴族と対峙した市民は1848年革命を起こし、その結果一定の民主化が行われた。その後1871年のドイツ帝国成立においてはバルト海沿岸の「バルト・ドイツ」も帝国領とされた。
1880年代には、ロシア化でドイツ語の施政や教育に代わりロシア語の使用が促され、ドイツ人のマイノリティの権利は廃止された。1905年のロシア第一革命により、バルト・ドイツ人の地主への攻撃が起こり、領地は燃やされ、貴族階級のメンバーへの殺害や拷問が、通常地元住民でなく外部の革命隊により執行された。バルト・ドイツ人は第一次世界大戦中、ロシア人からは敵と見なされ、ロシアに忠誠心があればドイツ帝国側からは裏切り者扱いされた。

### バルト地域国の独立 (1918年–1940年)
1917年にドイツとソ連がブレスト＝リトフスク条約を締結した後、ドイツ帝国は占拠領地をオーバー・オスト（Ober Ost ドイツ軍東部全軍最高司令官)のもと統治した。
しかしドイツ帝国が第一次世界大戦に敗戦し、ポーランド第二共和国が独立すると、東プロイセンがポーランド回廊によって分断される飛び地となった。1917年にロシア革命によってロシア帝国が崩壊すると、バルト・ドイツ人貴族と亡命ロシア貴族はオーバー・オスト（ドイツ軍東部全軍最高司令官）をもとにしたドイツ軍とバルト連合公国（大リヴォニア公国）を構想したが、ドイツ帝国の敗北とバルト諸国の民族自決によるエストニア・ラトビアの独立により構想は頓挫し、バルト・ドイツ人による中世以来のバルト地域での主導権は喪失することとなった。

### バルト・ドイツ人の再移住 (1939年–1944年)

独ソ不可侵条約とその後の修正に基づくヨーロッパ分割の計画と実際

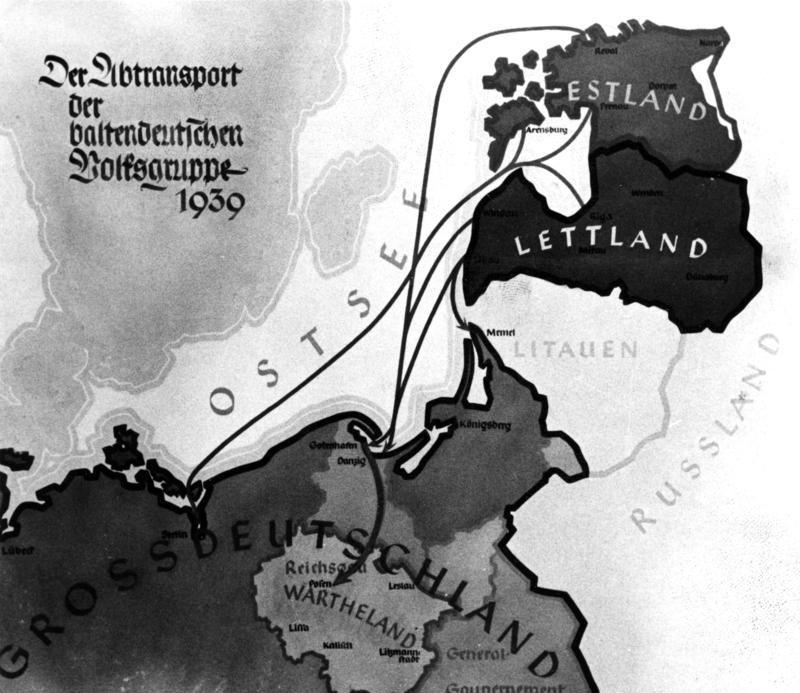
ナチスドイツのプロパガンダ地図、帝国大管区へのバルト・ドイツ人の再移住

1939年8月、ドイツとソ連の間で独ソ不可侵条約が締結され、リトアニアはドイツ、ラトビアとエストニアはソ連の勢力圏となることが合意された。そしてこの条約により、ラトビアとエストニアに住むバルト・ドイツ人のドイツ勢力圏への再移住が取り決められた。
バルト・ドイツ人の新たな移住先は、主にヴァルテラント帝国大管区やポーランド総督府領とされた。これらはいずれもドイツがポーランド侵攻の結果獲得した領土である。再移住は1939年から始まり、1940年初めの時点でラトビアから約51,000人、エストニアから約13,700人が再移住した。1940年8月にバルト諸国がソ連に併合された後、1941年3月にラトビアから約10,500人、エストニアから約7,000人が再移住した。
独ソ戦がドイツ劣勢となり、バルト諸国地域にソ連赤軍が迫った1944年末から1945年にかけて、多くのバルト・ドイツ人は西方へ避難を開始した。避難は主に海路を用いて行われたが、1945年1月30日には多くの避難民を乗せたヴィルヘルム・グストロフ号がソ連の潜水艦に撃沈され、9400人あまりの犠牲者を出した。

### バルト諸国における文化遺産の破壊 (1945年–1989年)
第二次世界大戦後ヤルタ会談の取り決めによって、ケーニヒスベルクはカリーニングラードと改名されソ連に編入された。ポーランドは国境線を西にずらし、ダンツィヒ（グダニスク）を含むプロイセン地方全域（ソ連編入地域を除く）がポーランド領とされ、ドイツ国境はオーデル・ナイセ線まで西に後退した。そのため、戦後もバルト諸国地域およびポーランドに残留していたバルト・ドイツ人はオーデル川の西に追放（ドイツ人追放）され、その多くは西ドイツ地域に移住し、一部は東ドイツ地域に移住した。1948年にはカナダ総督ハロルド・アレグザンダー支援の下、カナダへの移住も行われた。アレグザンダーはかつて、1919年から翌1920年にかけてラトビア独立戦争に参戦し、バルト・ドイツ人部隊を率いてソ連赤軍と戦ったことがあった。
50年間のバルト諸国占領によって、エストニアとラトビアにはエストニア・ソビエト社会主義共和国とラトビア・ソビエト社会主義共和国が成立した。ソ連の占領当局は過去数世紀にわたるドイツ民族の形跡を全て消滅させることを試み、数々のドイツ語で書かれた像、記念碑、建物または史跡が破壊された。1950年から翌1951年にかけて、エストニア最大のバルト・ドイツ人の墓地で、1774年から存在したコプリ墓地とモーグ墓地がソ連の占領当局により全て破壊された。また、1773年から存在するラトビア最大のグレート墓地のほとんどの墓石もソ連により破壊された。

### 1989年から現在
1991年に再独立したエストニアとラトビアでは、歴史上においてバルト・ドイツ人の自国や市の発展への貢献を一般的には肯定的しばし中立的にみている。しかし、1918年までバルト地域のほとんどの農村地帯を支配した地主に対して批判することはよくある。
1989年以降、多くのバルト・ドイツ人の高齢者や子孫たちがエストニアやラトビアへ旅行に行き、自分たちの過去、先祖の家やルーツを捜しに行ったりしている。

## 主なバルト・ドイツ人
- アレクシイ2世： モスクワ総主教
- フェルディナント・フォン・ウランゲル（フェルジナント・ヴラーンゲリ）：ロシア帝国の探検家。
- ピョートル・ヴラーンゲリ：ロシア帝国の軍人、白軍（白衛軍）の司令官。
- イマヌエル・カント：哲学者、生涯をケーニヒスベルクで過ごす。
- エストニア人の一覧、ラトビア人の一覧、Notable Baltic Germans を参照。
- パーレン家：スウェーデン、ロシアの貴族。
- ケトラー家：ドイツ騎士団出身の貴族。クールラント公国を建国。
- ピョートル・ペトロヴィッチ・フォン・ワイマルン：化学者、コロイドの研究をした。
- ヨハン・ラインハルト・フォン・パトクル：リヴォニア出身の貴族。北方同盟成立に尽力し、大北方戦争を起こさせた。
- ヴォルフガング・ケーラー：エストニア出身のゲシュタルト心理学の学者。後に仲間とともに渡米。
- ロマン・ロマノヴィッチ・ローゼン：ロシア帝国の貴族、外交官。
- ロマン・ウンゲルン：ロシア帝国の貴族、軍人。白軍軍人。
- アーダム・ヨハン・フォン・クルーゼンシュテルン：ロシア帝国の海軍提督・探検家。
- ヘルマン・ヘッセ：南ドイツのカルフ出身の作家。ヘッセ家がドイツに移住したバルト・ドイツ人。
- アレグザンダー・フォン・ミッデンドルフ：ロシアの生物学者・探検家。
- パーヴェル・レンネンカンプ：ロシア帝国の軍人。生物学者・哲学者
- ヤーコプ・フォン・ユクスキュル：ドイツの生物学者・哲学者。
- オリバー・カーン：ドイツのサッカー選手。父と祖母がラトヴィア、リエパーヤ出身のバルト・ドイツ人。